# Nick Weidenfeld
Nick Weidenfeld, all'anagrafe Nicholas Rabb Weidenfeld (Washington, 26 settembre 1979), è un produttore televisivo e animatore statunitense.
È noto soprattutto per aver guidato il programma di sviluppo dei blocchi televisivi Adult Swim per Cartoon Network e Fox's Animation Domination High-Def per Fox. Dal 2016 è presidente della programmazione del canale televisivo Viceland.

## Biografia
Nicholas Weidenfeld nasce nel 1980, a Washington, dal padre Edward L. Weidenfeld, avvocato di Washington DC e capo del consiglio dei visitatori, organo consultivo della National Defence University, e dalla madre Sheila Rabb Weidenfeld, capo della commissione consultiva federale del Chesapeake and Ohio Canal National Historical Park ed ex segretaria della first lady Betty Ford. Weidenfeld è cresciuto a Georgetown e ha frequentato la Georgetown Day School. Alla fine degli anni 90, Weidefeld ha iniziato a scrivere per la rivista While You Were Sleeping e ha recensito musica per le riviste Seventeen e Teen Vogue. Più tardi ha frequentato la Columbia University, dove si è laureato a Studi Umanistici col massimo dei voti. Weidenfeld ha lavorato anche al Pentagono. Il 7 giugno 2008 ha sposato Amantha Starr Walden, dirigente discografica di Adult Swim e figlia del defunto dirigente discografico Phil Walden, a Macon, in Georgia. Nell'ottobre 2011, con la nascita del loro figlio, si sono trasferiti a Los Angeles. Weidenfeld è il nipote di Maxwell M. Rabb, avvocato e funzionario statunitense, ambasciatore degli Stati Uniti in Italia dal 1981 al 1989.

## Carriera
Nel 2004, Weidenfeld ha intervistato il dirigente di Cartoon Network, Mike Lazzo, per un articolo approfondito (destinato alla rivista Esquire, ma mai pubblicato) riguardo al blocco di programmazione Adult Swim. Lazzo non aveva familiarità con la satira di Weidenfeld utilizzata in While You Were Sleeping, a parte il resto dello staff. In parte anche in base a ciò, Lazzo gli offrì un posto come direttore dello sviluppo della programmazione di Adult Swim. La prima responsabilità di Weidenfeld era quella di trovare dei talenti, in particolare degli sviluppatori che stavano al di fuori delle tradizionali forme di animazione, che avrebbero potuto aiutare l'azienda a far crescere la popolarità dei live-action. In sette anni, Weidenfeld ha sviluppato serie dal calibro di Robot Chicken, The Boondocks, Delocated e Childrens Hospital. Nel 2012 e 2013 ha vinto anche due Primetime Emmy Awards per la serie live-action Childrens Hospital, sempre di Adult Swim.
Nel febbraio 2012, Weidenfeld viene ingaggiato dal presidente della Fox, Kevin Reilly, per guidare la programmazione di un blocco del sabato sera. Soprannominato Animation Domination High-Def (abbreviato ADHD), il blocco di programmazione ha una durata di circa 90 minuti e viene riempito di serie animate generalmente dalla durata di 15 minuti. La Fox ha costruito uno studio di animazione di circa 1200 metri quadrati per la ADHD Studios, e i suoi 120 dipendenti, e con a capo lo stesso Weidenfeld che ha fondato anche la sua società di produzione, Friends Night, per concedere in licenza i contenuti alla rete. Mirando a una commedia che piacesse ad un pubblico più giovane di lui, cercò di assumere solo giovani candidati che non avevano mai pagato per guardare la televisione.
Dall'aprile 2016 è noto per essere il presidente alla programmazione del canale Viceland, joint venture tra Vice Media e A&E Networks. Nel marzo 2018, Weidenfeld firma un accordo con Hulu per sviluppare e produrre progetti animati per la piattaforma streaming.
A giugno 2021, Weidenfeld forma una joint venture chiamata Work Friends con la casa di produzione Tomorrow Studios, sostenuta da ITV Studios, che avrebbe consentito lo sviluppo di serie animate per adulti in prima serata per emittenti e piattaforme streaming, distribuendoli a livello internazionale.

## Filmografia

### Produttore esecutivo
- Lucy: The Daughter of the Devil – serie animata, episodio 1x1 (2005)
- Moral Orel – serie animata, 35 episodi (2005-2008)
- Minoriteam – serie animata, episodio 1x5 (2006)
- Korgoth of Barbaria – cortometraggio (2006)
- Metalocalypse – serie animata, 43 episodi (2006-2009)
- That Crook'd 'Sipp  – film TV, regia di David Banner, Jacob Escobedo, Nick Weidenfeld e Mike Weiss (2007)
- Saul of the Mole Men – serie TV, 20 episodi (2007)
- Xavier: Renegade Angel – serie animata, 20 episodi (2007-2009)
- Superjail! – serie animata, 14 episodi (2007-2012)
- The Drinky Crow Show – serie animata, 10 episodi (2008-2009)
- Delocated – serie TV, 29 episodi (2009-2012)
- Freaknik: The Musical – film TV, regia di Chris Prynoski (2010)
- Mary Shelley's Frankenhole – serie animata, episodio 1x1 (2010)
- Robotomy – serie animata, 10 episodi (2010-2011)
- Childrens Hospital – serie TV, 40 episodi (2010-2012)
- The Problem Solverz – serie animata, 18 episodi (2011)
- Eagleheart – serie TV, 12 episodi (2011)
- Mongo Wrestling Alliance – serie animata, 10 episodi (2011)
- NTSF:SD:SUV – serie TV, 12 episodi (2011)
- Secret Mountain Fort Awesome – serie animata, 7 episodi (2011)
- The Heart, She Holler – serie TV, 6 episodi (2011)
- Level Up – film TV, regia di Peter Lauer (2011)
- Major Lazer – film TV, regia di Chris Kelly, Chris Prynoski, Dave Willis (2011)
- China, IL – serie animata, 9 episodi (2011-2012)
- Black Dynamite – serie animata, 10 episodi (2011-2012)
- Loiter Squad – serie TV, 14 episodi (2012-2013)
- Axe Cop – serie animata, 22 episodi (2012-2015)
- High School USA! – serie animata, 10 episodi (2013)
- Lucas Bros. Moving Co. – serie animata, 17 episodi (2013-2015)
- Golan the Insatiable – serie animata, 12 episodi (2013-2015)
- Last Chance High – serie TV (2014)
- Stone Quackers – serie animata, 12 episodi (2014-2015)
- Major Lazer – serie animata, 11 episodi (2015)
- Desus & Mero – serie TV, 164 episodi (2016-2017)
- American Boyband – serie TV, 7 episodi (2017)
- Nuts & Bolts – serie TV, 6 episodi (2017)
- Neo Yokio – serie animata, 6 episodi (2017)
- The Therapist – serie TV, 18 episodi (2017)
- Free Money – film TV (2017)
- Notizie esplosive con Killer Mike – serie TV, 6 episodi (2019)
- This Is My House – serie TV, 6 episodi (2021)
- Ten Year Old Tom – serie animata, 20 episodi (2021)

### Sceneggiatore
- Moral Orel – serie animata, 4 episodi (2006-2008)
- That Crook'd 'Sipp  – film TV, regia di David Banner, Jacob Escobedo, Nick Weidenfeld e Mike Weiss (2007)
- Mary Shelley's Frankenhole – serie animata, episodio 1x9 (2010)
- Freaknik: The Musical – film TV, regia di Chris Prynoski (2010)
- Axe Cop – serie animata, episodio 1x12 (2013)
- Major Lazer – serie animata, episodio 1x6 (2015)
- Neo Yokio – serie animata, episodi 1x1-1x2 (2017)
- Notizie esplosive con Killer Mike – serie TV, 6 episodi (2019)
- This Is My House – serie TV, 6 episodi (2021)

### Doppiatore
- 12 oz. Mouse – serie animata, 29 episodi (2005-2007, 2018, 2020)
- Aqua Teen Hunger Force – serie animata, episodio 7x12 (2010)

## Premi e riconoscimenti
Primetime Emmy Awards
- 2012 – Miglior categoria Special Class, Short-Format, Live-Action per Childrens Hospital
- 2013 – Miglior categoria Special Class, Short-Format, Live-Action per Childrens Hospital